# Penelope Hobhouse
Penelope Hobhouse (* 20. November 1929 in Moyola Park, Castledawson, Nordirland) ist eine Gartenautorin und Gärtnerin.

## Leben
Hobhouse wurde als Penelope Chichester-Clark, Tochter des protestantischen anglo-irischen Marineoffiziers James Lennox-Conyngham Chichester-Clark und der Politikertochter Caroline Dehra Chichester geboren, ihre Brüder sind James Chichester-Clark, Lord Moyola, Premierminister von Nordirland zwischen 1969 und 1971, und Robin Chichester-Clark. Sie besuchte die Schule in North Foreland Lodge. Anschließend studierte sie am Girton College in Cambridge Betriebswirtschaft und schloss 1951 mit einem MA ab. Am 17. Mai 1952 heiratete sie Paul Rodbard Hobhouse († 1994), den Sohn von Sir Arthur Hobhouse († 1965). Die Familie war durch Sklavenhandel reich geworden. Aus der Ehe gingen Georgina Dehra Catherine (* 9. März 1953), Niall Alexander (* 29. August 1954) und David Paul (* 9. September 1957) hervor. Die Ehe wurde 1983 annulliert. 1983 heiratete sie den Mediziner John Melville Malins, der 1992 verstarb. Sie lebte in Bettiscombe in Dorset, bevor sie im September 2008 zurück nach Hadspen zog, wo sie einen neuen Garten anlegte. Das Haus wurde jedoch von Niall Hobhouse verkauft, hier befindet sich nun das Hotel "the Newt", der Garten wurde vollständig umgestaltet. Seit 2013 lebt Hobhouse in Pitcombe bei Bruton in Somerset in einer ehemaligen Meierei mit einem Innenhofgarten von 6,5 m2.

## Gärten
In ihrer Jugend interessierte sich Hobhouse nicht für Gärten, kannte kaum Wildblumen und hatte keinerlei botanische Kenntnisse. Ihren ersten Garten legte sie im verwilderten Garten eines Bauernhauses in Somerset aus dem 17. Jahrhundert an, in dem sie mit ihrem Gatten Paul Hobhouse lebte, angeregt durch einen Besuch von Phyllis Reiss’ Garten in Tintinhull House in Somerset. Insgesamt hält sie Besuche anderer Gärten für die wichtigste Anregung in der Gestaltung eigener Gärten. Ihr Bekannter John Raven, Professor für Altphilologie in Cambridge, gab ihr eine erste Leseliste zur Gartengestaltung. Den Garten von John und Faith Raven in Docwra bei Cambridge führt sie, zusammen mit Abbotsbury und Knightshayes Court in Devon von Sir John Heathcote Amory und seiner Frau unter den Gärten auf, die ihre frühe Entwicklung beeinflussten. Viele ihrer Pflanzen erwarb sie in Margery Fishs Gärtnerei in East Lambrook. Sie bepflanzte ihren Garten mit alten Sorten von Kletterrosen, Schwertlilien (Iris unguicularis) und Perückenstrauch und beschränkte die Blütenfarben zunächst auf weiß und gelb.
1968 siedelte die Familie in den Landsitz der Hobhouses, Hadspen House in Somerset über. Das Landgut mit einem denkmalgeschützten Herrenhaus aus dem 17. Jahrhundert war seit dem 18. Jahrhundert im Besitz der Familie Hobhouse, die im atlantischen Dreieckshandel mit Sklaven, Zucker und Tabak reich geworden waren. Margaret Hobhouse legte hier einen viktorianischen Garten an, der später im Edwardischen Stil umgestaltet wurde. Während des Zweiten Weltkrieges im Zuge der Campagne "Digging for Victory" wurde er als Gemüsegarten genutzt, danach versuchten zwei ungelernte Arbeiter erfolglos, Zaunwinden, Zaunrüben und Brombeeren im Zaum zu halten.
Die Kinder waren standesgemäß im Internat und die Ehe unglücklich, also begann Penelope Hobsbawn zu gärtnern. Mit Hilfe eines Gärtners und dem reichlichen Einsatz von Pflanzengiften versuchte Hobhouse, den Garten von 3,5 ha zu einer pflegeleichten Anlage umzugestalten. Dazu nutzte sie vor allem kleine Bäume und Sträucher, unter die sie Blumenzwiebeln pflanzte. Sie verwendete auch einige wenige der überlebenden Gartenpflanzen, die teilweise aus dem Garten der Familie Fox-Strangway in Abbotsbury in Dorset stammten. Sträucher wurden eingesetzt, um Unkraut zu verdrängen. Rasenflächen wurde durch niedrige Sträucher oder Stauden ersetzt. Die Auswahl der Pflanzen war oft durch die Vorliebe für einzelne Arten bestimmt. Insgesamt versuchte sie, den edwardischen Gartenplan nachzugestalten. Sie erhielt viele Pflanzen von John Hussey, dem Obergärtner in Abbotsbury. Außerdem betrieb Hobhouse weiterhin einen Gemüsegarten. Sie legte auch eine Wiese an, in der Tulpen, gemeine Schachblume, Wiesen-Storchschnabel, Fuchs’ Knabenkraut und Bienen-Ragwurz wuchsen.
Die Umgestaltung des Gartens war 1974 abgeschlossen, und Hobhouse publizierte ein Buch darüber. Die Arbeit an dem Buch zwang sie, sich erstmals die Grundlagen botanischer Nomenklatur anzueignen. Sie trat der britischen Gesellschaft für Gartengeschichte bei und besuchte auf deren Exkursionen in den 1970er Jahren erstmals Gärten im Ausland, z. B. in der Toskana. Nach dem Erscheinen ihres Buches "Colour in your Garden" begann Hobhouse Vortragsreihen in den Vereinigten Staaten und machte sich so auch mit den dortigen Gartentraditionen vertraut.
Bis 1993 betreute sie mit John Malins die Gärten von Tintinhull House in Somerset für den englischen National Trust. Diese waren wesentlich pflegeintensiver gestaltet als in Hadspen und setzten vor allem Stauden und einjährige Blumen ein. Der Garten ist durch Hecken gegliedert und folgt einem festgelegten Farbschema mit den klassischen englischen langen Rabatten. Sie fühlte sich aber zunehmend durch die Vorgaben des National Trust eingeschränkt, heimlich pflanzte sie Gewächse, die nicht genehmigt worden waren. Hobhouse verantwortete auch die Gestaltung des Walled garden von Wormsley Park, dem Landsitz der Familie Getty bei Stokenchurch in Buckinghamshire.
1993, nach dem Tod ihres zweiten Ehemannes zog Hobhouse in ein verfallenes umgebautes Kutschenhaus mit Nebengebäuden in Bettiscombe um. Es besaß einen ummauerten Küchengarten von 1600 m2, ansonsten gab es keinen Garten. Den ehemaligen Küchengarten, der mit Schachtelhalm, Giersch und japanischem Knöterich überwachsen war, bepflanzte sie mit mediterranen und exotischen Pflanzen. Es war das erste Mal, dass Hobhouse einen Garten "für sich selbst" anlegte, in Tintinhull hatten sie und ihr Ehemann vor allem für die Öffentlichkeit gegärtnert. Bald kaufte sie 4000 m2 auf der anderen Seite des Hauses hinzu und legte lange, von Hecken umgebene Rabatten und Blumenwiesen an. Sie legte ferner eine Eibenallee und einen Kanal an, gärtnerte also immer noch im Landhausstil. Der Garten war für wohltätige Zwecke geöffnet.

## Stil
Unter den Autoren, die sie beeinflussten, nennt sie Graham Stuart Thomas mit dessen Buch über alte Rosensorten, Hilliers Handbuch über Bäume und Sträucher, Christopher Lloyd, John Raven und Gertrude Jekyll. Auch das Büchlein On the Making of Gardens des exzentrischen Adeligen George Sitwell, Garden Design der britischen Landschaftsgestalterin Sylvia Crowe und Russell Pages einziges Buch, The Education of a Gardener nennt sie als Einflüsse. Später lernte Hobhouse auch von Rick Darke und James van Sweden, findet moderne naturnahe Gärten aber zu ungegliedert.
Hobhouse betont, dass sich der Garten der Landschaft anpassen solle. Insbesondere solle der Garten unauffällig in die umgebenden Landschaft übergehen. Dies hinderte sie jedoch nicht, aggressiv invasive Pflanzen wie kaukasischen Bärenklau anzupflanzen. Sie betont, dass sich Gärten nicht auf einen Blick erschließen sollen, und folgt so Lawrence Johnstons Konzept der Gartenräume, die sie jedoch dem lokalen Boden und der Lage anpasst. Ein Garten sei nicht nur eine Ansammlung von Pflanzen, er verkörpere die Interpretation ihrer historischen Bedeutung durch den Gärtner und werde von dessen Kenntnis ihrer Bedürfnisse unterstützt.
Insgesamt dürfte ihr Erfolg darauf zurückgehen, dass sie zeigte, wie ein traditioneller englischer Garten mit wenig Geld- und Pflegeaufwand in einem Pseudo-Bauernhausstil umgestaltet werden konnte, der dennoch einige der Prätensionen von Landhausgärten bewahrte.

## Wirken
Hobhouse war stellvertretender Herausgeber der Illustrierten Gardens Illustrated und lehrte an der University of Essex. 1996 moderierte sie für "House and Garden Television" in den USA die Sendereihe "The Art and Practice of Gardening" (Perennial Productions). Sie betrieb die Firma Penelope Hobhouse and Associates mit der Dependance Nan Sinton in Boston, Massachusetts. Sie ist Mitglied der International Dendrology Society, Royal Horticultural Society, Garden History Society (Council 1976–1984) und des National Council for the Conservation of Plants and Gardens.
Auszeichnungen:
- Award of Excellence, Garden Writers Association of America, 1993
- Victoria Medal of Honour, Royal Horticultural Society, 1996[49].
- Lifetime Achievement Award, Guild of Garden Writers, 1999.

## Werke

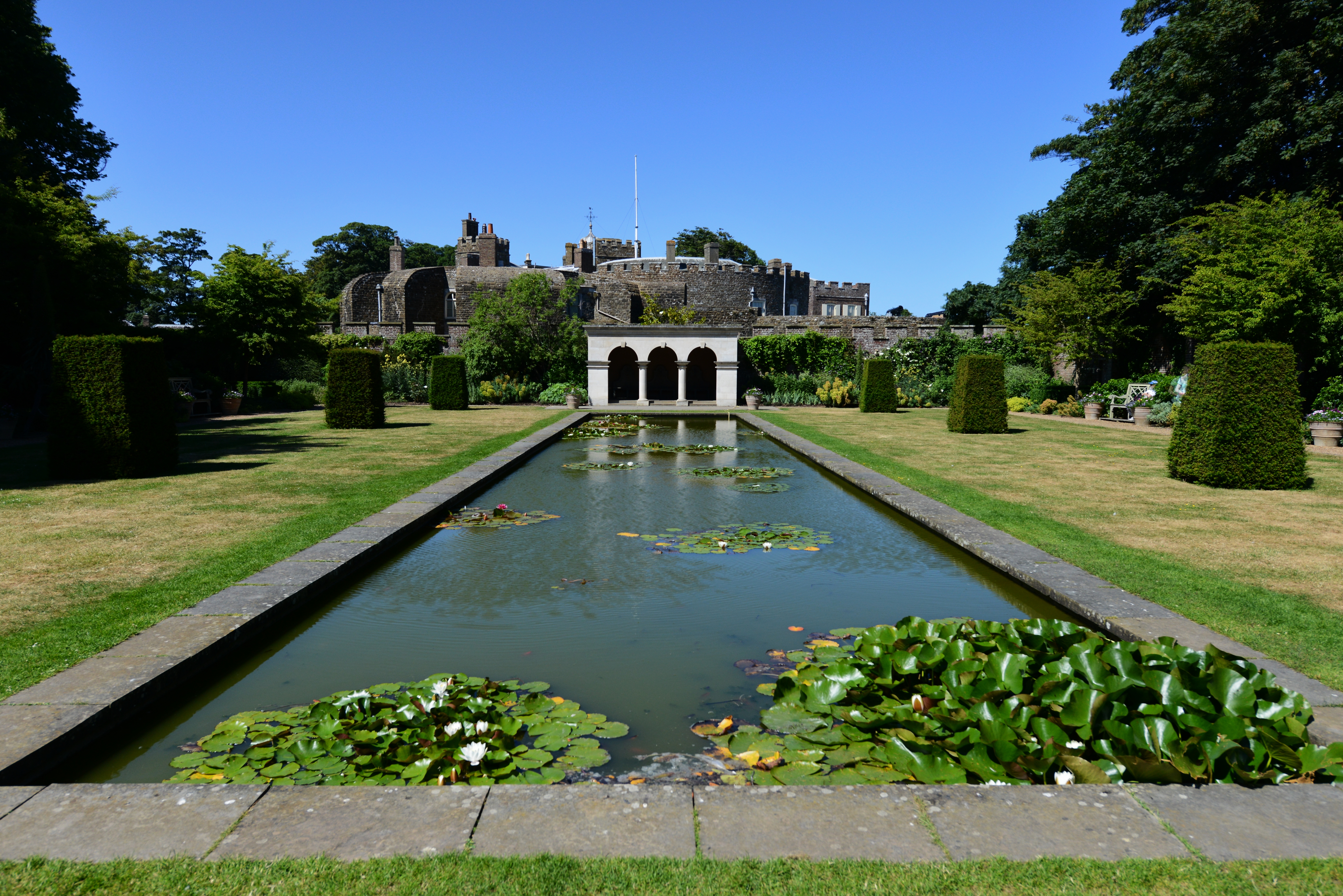
Walmer Castle Garden, Kent

Hobhouse entwarf Gärten in England, Schottland, Frankreich, Italien, Spanien, Deutschland und den USA, darunter:
- Landschaftsgarten in Walmer Castle in Kent zu Ehren des 95. Geburtstages von Elizabeth Bowes-Lyon, der "Queen Mother"
- The Country Garden für die Royal Horticultural Society in Wisley[50]
- Garten für Jil Sander in Deutschland
- Einen englischen Bauerngarten für Steve Jobs in der Waverley Street in Palo Alto, der zu dem Pseudo-Tudor-Stil des Hauses passte (1996).[51]
- Ummauerter Garten in Aberglasney House, Carmarthenshire[52].
- Isaia Davenport House, Savannah[53].

## Publikationen
- Colour in your Garden.
- The Country Gardener. London, Francis Lincoln 1976 (Neuauflage 1995)
- The National Trust, A book of Gardening, Ideas, Methods, Designs - A practical guide. London, Pavilion/Michael Joseph 1986.
- Garden Style. London, Frances Lincoln 1988.
- Plants in Garden History, London, Pavilion 1992 (Gardening through the Ages, New York 1992, ISBN 1-85145-545-0)
- Penelope Hobhouse on Gardening. London, Frances Lincoln 1994. ISBN 0-7112-0816-6 (McMillans, New York)
- The Art and Practice of Gardening, 1996.
- A Gardeners Journal. London, Frances Lincoln 1997. ISBN 0-7112-1188-4 (Willow Creek, USA)
- Penelope Hobhouse’s Natural Planting. Henry Holt & Co, 1997. ISBN 978-0-8050-4490-4.
- Penelope Hobhouse’s Garden Designs. London, Frances Lincoln 2000.
- Colour in Your Garden. London, Frances Lincoln 2003.
- Gardens of Persia. Kales Press (USA: Cassell Illustrated) 2006. ISBN 1-84403-433-X
- mit Christopher Wood: Painted gardens: English watercolours, 1850–1914. New York, Atheneum 1988.
- Mit Amba Edwards: The Story of Gardening. Pavilion 2019.

## Auszeichnungen
- Award of Excellence  der Garden Writers Association of America für das Buch "Gardening Through the Ages" im Jahre 1993
- Royal Horticultural Society Victoria Medal of Honour im Dezember 1996
- Life Time Achievement Award der Guild of Garden Writers im November 1999
- Ehrendoktor der Birmingham University